# Pedro de Araújo Lima
Pedro de Araújo Lima (Pernambuco, 22 dicembre 1787 – Rio de Janeiro, 7 giugno 1870) è stato un politico brasiliano.
Deputato e ministro della giustizia, dal 1827 al 1832 fu ministro degli Esteri e dal 1835 al 1837 presidente del Congresso. Nel 1848 divenne primo ministro, ma, presto dimessosi, fu reintegrato solo nel 1857.